# Jimmy Floyd Hasselbaink
Jerrel „Jimmy“ Floyd Hasselbaink (* 27. März 1972 in Paramaribo, Suriname, Königreich der Niederlande) ist ein ehemaliger niederländischer Fußballspieler und heutiger -trainer. Bekannt wurde er nach dem Karrierestart in den Niederlanden und Portugal vor allem als torgefährlicher Angreifer im englischen Fußball und er war in den Jahren 1999 und 2001 Torschützenkönig der Premier League. Er absolvierte zwischen 1998 und 2002 für die Niederlande 23 Länderspiele und war Teil des 1998er WM-Kaders von „Oranje“. Größte Vereinserfolge waren für ihn der Gewinn der Vizemeisterschaft 2004 mit dem FC Chelsea sowie das Erreichen dreier Pokalfinalpartien mit Chelsea 2002 (FA Cup), dem FC Middlesbrough 2006 (UEFA-Pokal) und dem walisischen Klub Cardiff City 2008 (erneut FA Cup), die jedoch allesamt verloren gingen.

## Sportlicher Werdegang

### Vereinskarriere

#### Karrierestart in den Niederlanden und Portugal
Hasselbaink kam als jüngstes Kind mit fünf weiteren Geschwistern in Suriname zur Welt. Im Oktober 1978 zog seine Mutter mit ihm und drei weiteren Kindern nach Zaandam in die Niederlande. Erste Erfahrungen im Fußball sammelte er zunächst bei Gestaagt Volharding Overwint (GVO). Dort stand er anfänglich sogar im Tor, bevor er für den Zaansche Football Club (ZFC) und Zaanlandia auf rechten Flügelspieler umschulte. Abseits des Sports wuchs er in einem sozialen Brennpunkt auf und als Mitglied einer Jugendbande verbrachte er nach einem Diebstahl drei Monate in einer Besserungseinrichtung. Danach schloss er sich dem Jugendteam von DWS an, wurde aber wieder ausgeschlossen, nachdem er einem Spieler der ersten Mannschaft die Uhr geklaut hatte. Seine Laufbahn im Erwachsenenfußball begann dann bei Telstar und auch dort wurde er den schlechten Umgang nicht los. Zahlreiche Disziplinarstrafen aufgrund seiner wiederholten Unpünktlichkeit waren die Folge und im Jahr nach seinem Debüt am 27. Oktober 1990 gegen VVV-Venlo (0:2) entließ ihn Cheftrainer Niels Overweg, nachdem er erneut nicht rechtzeitig zum Spiel aufgekreuzt war. Er trainierte danach beim AZ Alkmaar mit, wo bereits sein Bruder Carlos spielte, und erhielt kurz darauf einen Profivertrag. Bei zum Ende der Saison 1992/93 absolvierte Hasselbaink insgesamt 46 Zweitligaspiele und schoss dabei fünf Tore, bevor Trainer Henk Wullems sich gegen die Fortführung des Engagements entschied. Er spielte danach vergeblich beim FC Eindhoven vor, wurde sich nicht final handelseinig mit dem PEC Zwolle und trainierte während der Saison 1993/94 mit dem HFC Haarlem. Wettkampfmäßig war er nur im Amateurfußball für Neerlandia unterwegs und er  suchte verstärkt im Ausland nach einem Profiengagement. Diesbezüglich verbrachte er auch ein wenig Zeit in Österreich bei Admira Wacker.
Schließlich überzeugte er im August 1995 in Portugal mit Manuel Fernandes den Trainer des Erstligaaufsteigers SC Campomaiorense. Es war auch die Geburtsstunde seines Spitznamens „Jimmy“, den er von dem Präsidenten des Vereins hielt. Dieser wollte seine Verpflichtung zunächst geheim halten und gab schlicht an, „einen Jimmy“ angeheuert zu haben. Hasselbainks Start verlief holprig und nach vier torlosen Spielen verschoss er im fünften einen Elfmeter. Hier zog er sich zusätzlich den Unmut auf sich, weil er sich gegenüber dem etatmäßigen Schützen Stanimir Stoilow „vorgedrängelt“ hatte, aber seine späteren zwei Tore zum 2:0-Sieg gegen Gil Vicente rehabilitierten ihn anschließend. Der kleine Verein sollte letztlich die Saison nicht überstehen und stieg nach nur einem Jahr der Erstklassigkeit wieder ab. Hasselbaink wechselte daraufhin im Sommer 1996 zu Boavista Porto. In einer turbulenten Saison 1996/97, in der mit Zoran Filipović und João Resende Alves zwei Trainer den Verein vorzeitig verlassen mussten und die dann mit Rui Casaca zu Ende gespielt wurde, erreichten die „Panther“ in der Liga nur einen enttäuschenden siebten Platz. Dennoch endete Hasselbainks erstes Jahr erfolgreich mit dem Gewinn des portugiesischen Pokals und auch in der Meisterschaft war er als Mittelstürmer zweitbester Torjäger hinter Mário Jardel gewesen. Gleich zweimal waren ihm drei Treffer in einem Spiel gelungen beim 3:0 gegen Marítimo Funchal und beim 7:0 gegen Gil Vicente (dort tat es ihm sein Mannschaftskollege Nuno Gomes gleich). Im Pokalfinale musste er nach Unstimmigkeiten rund um seinen bevorstehenden Wechsel nach England mit Trainer Casaca zwar auf der Bank Platz nehmen, aber gegen Spielende half er nach seiner Einwechslung für Erwin Sánchez bei der Verteidigung des 3:2-Vorsprung gegen Benfica Lissabon.

#### Leeds United & Atlético Madrid
Für eine Ablöse von zwei Millionen Pfund zog es Hasselbaink im Sommer 1997 in die Premier League zu Leeds United. Zwar musste er nach dem ersten Tor beim Einstand gegen den FC Arsenal bis zu seinem neunten Ligaauftritt auf den nächsten Treffer warten, aber von dort an traf er regelmäßig ins gegnerische Gehäuse. Am Ende waren es 16 Premier-League-Saisontore, die maßgeblichen Anteil daran hatten, dass er den Sprung in den Kader der niederländischen Nationalmannschaft schaffte. Im zweiten Jahr an der Elland Road war Hasselbaink noch treffsicherer und mit 18 Toren in 36 Ligabegegnungen wurde er (gemeinsam mit Michael Owen und Dwight Yorke) Torschützenkönig in der Premier League. Die gestiegenen Erwartungen im Anhang von Leeds United erhielten dann jedoch einen Dämpfer, als Hasselbaink mit sehr hohen Gehaltsforderungen an die Vereinsführung herantrat und da diese nicht erfüllt wurden, wechselte er zu Beginn der Saison 1999/2000 nach Spanien zu Atlético Madrid, wobei der Transfererlös von zwölf Millionen Pfund zumindest eine deutliche Gewinnspanne innerhalb von zwei Jahren für Leeds nach sich zog.
In Madrid behielt er seine Torgefährlichkeit bei und schoss 24 Ligatore im Verlauf der Saison 1999/2000 (und damit genau die Hälfte seines Teams insgesamt sowie die zweitmeisten ligaweit). Dies genügte jedoch nicht für den Klassenerhalt und Atlético stieg letztlich als Vorletzter in die zweite Liga ab. Daneben waren ihm sieben Tore im UEFA-Pokal für Madrid gelungen, so dass klar war, dass ein erneuter Wechsel nach nur einem Jahr anstand. So zog es ihn im Juni 2000 zurück nach England und er heuerte für eine Ablöse von 15 Millionen Pfund beim FC Chelsea an.

#### FC Chelsea
Die „Blues“ hatten ihn im Jahr zuvor schon verpflichten wollen, waren aber dem Veto von Leeds United gescheitert, das den Torjäger nicht einem direkten Titelkonkurrenten zu übergeben bereit war. Bei seinem Debüt im englischen Supercup schoss er ein Tor zum 2:0-Sieg gegen Manchester United. Obwohl Chelsea nur langsam in Fahrt kam und früh seinen Trainer Gianluca Vialli entließ, fand Hasselbaink unter dem Nachfolger Claudio Ranieri, der kurz zuvor noch mit ihm bei Atlético Madrid gewesen war, zu seiner guten Form zurück. Am 21. Oktober 2000 schoss er vier Tore beim 6:1 gegen Coventry City, denen er zwei Treffer zum 3:0 gegen Tottenham Hotspur eine Woche später folgen ließ. Am Ende der Saison 2000/01 hatte er in 35 Premier-League-Partien 23 Mal getroffen und damit die Torjägerliste angeführt. Zwar keimte gelegentlich Kritik an seiner angeblich „egoistischen“ Spielweise in Bezug auf die „Mannschaftsdienlichkeit“ auf, aber auch bei den Assists hatte er teamintern den besten Wert. In der Saison 2001/02 egalisierte Hasselbaink seine Ligatorausbeute und gemeinsam mit Eiður Guðjohnsen bildete er ein gefährliches Sturmduo, das wettbewerbsübergreifend 52 Tore schoss. Hasselbaink war besonders in den Pokalwettbewerben auffällig und nach dem Einzug ins Ligapokalhalbfinale schoss er im Hinspiel gegen Tottenham zwei Tore, bevor eine 1:5-Pleite in der zweiten Partie das Ausscheiden bedeutete – hier sollte er sogar fälschlicherweise vom Platz gestellt werden, obwohl sein Mitspieler Mario Melchiot das zu ahndende Foul an Teddy Sheringham begangen hatte. Sechs Wochen später nahm Chelsea im FA-Cup-Viertelfinale Revanche an Tottenham und Hasselbaink steuerte drei Tore zum 4:0 bei. Er verletzte sich danach im Vorfeld der Ligapartie gegen den FC Middlesbrough, und im FA-Cup-Finale gegen den FC Arsenal war er offensichtlich nicht vollständig wiederhergestellt. Er wurde schließlich beim Stand von 0:0 in der 68. Minute für Gianfranco Zola ausgewechselt und musste sich so die folgende 0:2-Niederlage von außerhalb anschauen.
Hasselbaink unterzog sich im Sommer 2002 einer Operation, verpasste dadurch einen Großteil der Saisonvorbereitung und ungeachtet der Tatsache, dass Chelsea in der Saison 2002/03 mit dem etwas unerwarteten Erreichen der Champions-League-Qualifikation einen großen Erfolg feierte, verlief das Jahr für den immer noch angeschlagen wirkenden Hasselbaink durchwachsen. Er schoss in 44 Partien verhältnismäßig wenige 15 Tore. Als schließlich der neue russische Eigentümer Roman Abramowitsch ab Mitte 2003 eine Reihe von hochkarätigen Neuverpflichtungen tätigte, schienen Hasselbainks Tage in Chelsea gezählt. Unter diesen Voraussetzungen kam er jedoch gut zurecht und trotz einiger Abwesenheitszeiten, die durch die neuen Konkurrenten Adrian Mutu und Hernán Crespo entstanden, schloss er auch die Spielzeit 2003/04 als Chelseas Toptorjäger ab. In der Champions League führte er Chelsea im Viertelfinale zu einem Sieg gegen Arsenal, bevor er im Halbfinale mit seinen Mannen gegen den AS Monaco ausschied. Im Rückspiel gegen die Monegassen verletzte ich dazu und der Einsatz dort war gleichzeitig sein letzter für den FC Chelsea. Zuvor hatte er zum 1:0-Sieg in Tottenham letztmals getroffen und dabei seine Serie von zehn Toren in acht Spielen gegen die „Spurs“ abgeschlossen. Trotz einer noch einjährigen Vertragsrestlaufzeit beendete Hasselbaink sein Chelsea-Engagement im Juni 2004 und erhielt die Freigabe für einen ablösefreien Vereinswechsel.

#### Middlesbrough, Charlton & Cardiff
Hasselbaink unterzeichnete beim FC Middlesbrough einen Zweijahresvertrag und entschied sich damit gegen die ebenfalls interessierten Klubs FC Fulham, Celtic Glasgow und Glasgow Rangers. Middlesbrough galt zu diesem Zeitpunkt mit der Verpflichtung weiterer Nationalspieler als künftiger Aspirant für eine Champions-League-Teilnahme. Diese wurde zwar nicht bewerkstelligt, aber mit 13 Toren in 36 Premier-League-Partien verhalf der Neuzugang „Boro“ zur Qualifikation für den UEFA-Pokal. In seinem zweiten Jahr machte er dort in 22 Pokalpartien mit acht Toren auf sich aufmerksam und nach Erfolgen gegen Skoda Xanthi, die Grasshoppers Zürich, Dnipro Dnipropetrowsk, Litex Lowetsch, den VfB Stuttgart, den AS Rom, den FC Basel und Steaua Bukarest erreichte er mit dem FC Middlesbrough das UEFA-Pokal-Endspiel, das jedoch deutlich mit 0:4 gegen den FC Sevilla verloren ging.
Erneute Avancen von Celtic lehnte Hasselbaink Anfang Juli 2006 erneut ab; stattdessen blieb er der englischen Premier League erhalten mit seinem erneut ablösefreien Wechsel zu Charlton Athletic. Gegen seinen Ex-Klub Chelsea schoss er bei der 1:2-Niederlage sein erstes Tor für die „Addicks“. Später schoss er auch gegen Middlesbrough noch ein Tor, aber insgesamt verlief für ihn die Saison 2006/07 enttäuschend. Ihm gelangen in 29 Pflichtspielen gerade einmal vier Treffer und erhielt er daraufhin ein weiteres Mal die Freigabe für einen Vereinswechsel. Charlton musste zudem als Tabellenvorletzter den Gang in die Zweitklassigkeit antreten.
Mit Leicester City fanden die Beteiligten im August 2007 zunächst keine Einigkeit und letztlich ging die Reise nach Wales zu Cardiff City. Cardiffs Präsident Peter Ridsdale kannte Hasselbaink nach aus seiner Zeit bei Leeds United und gemeinsam mit Robbie Fowler bildete Hasselbaink ein überaus erfahrenes Sturmduo. Nach anfänglichen Schwierigkeiten überzeugte er an Trainer Dave Jones und besonders im FA Cup war er ein Schlüsselspieler auf dem überraschenden Weg ins Endspiel. Dort absolvierte er die ersten 70 Minuten gegen den FC Portsmouth, bevor er für Steven Thompson ausgewechselt wurde. Die Partie ging mit 0:1 verloren. Anschließend wurden Gespräche über eine mögliche Verlängerung seines Engagements geführt, aber im Juli 2008 endeten diese im Streit in Bezug auf Geldfragen.

### Niederländische Nationalmannschaft
Hasselbaink geriet erstmals in den Fokus der niederländischen Nationalmannschaft während seiner Zeit in England bei Leeds United. Er debütierte am 27. Mai 1998 unter Guus Hiddink im Freundschaftsspiel gegen Kamerun (0:0) per Einwechslung in der letzten halben Stunde für Marc Overmars. Fünf Tage später erzielte er beim 5:1 gegen Paraguay sein erstes Länderspieltor und danach fuhr er primär als Ersatzmann hinter etablierten Stürmern wie Patrick Kluivert, Dennis Bergkamp und Pierre van Hooijdonk sowie den Flügelspielern Boudewijn Zenden und Marc Overmars mit zur WM-Endrunde nach Frankreich. Aufgrund einer anfänglichen Verletztenmisere im Team stand er im ersten Gruppenspiel gegen Belgien in der Startelf, wurde aber nach 64 Minuten für Bergkamp ausgetauscht. Nach der Hinausstellung von Kluivert in der Belgien-Partie spielte Bergkamp gegen Südkorea (5:0) als einzige Spitze und in der dritten Partie gegen Mexiko (2:2) kam Hasselbaink ab der 79. Minute für Bergkamp zu einem letzten Kurzauftritt. Nach Kluiverts Rückkehr war er „vierter Stürmer“ und blieb somit für den restlichen Verlauf des Turniers außen vor.
Der Trainerwechsel von Hiddink zu seinem vormaligen Assistenten Frank Rijkaard kam Hasselbaink nicht zugute, da dieser zumeist auf ihn verzichtete. Der nächste Einsatz folgte erst am 18. August 1999 an der Seite von Kluivert und Ruud van Nistelrooy gegen Dänemark (0:0). Sechs Monate später bestritt er zehn Minuten gegen Deutschland sowie 70 Minuten gegen Schottland und obwohl van Nistelrooy verletzungsbedingt nicht mit zur Euro 2000 fahren konnte, verzichtete Rijkaard auch auf Hasselbaink, da er Bergkamp, Kluivert, van Hooijdonk, Roy Makaay und Peter van Vossen bevorzugte. Als im Juli 2000 Louis van Gaal das Traineramt übernahm, besserten sich seine Aussichten etwas. Beim 2:1-Sieg am 15. November 2001 in Spanien schoss er ein Tor zum 2:1-Sieg, wurde dann jedoch nach einer Auseinandersetzung mit Fernando Hierro gemeinsam mit diesem vom Platz gestellt. Während der Qualifikation für die WM-Endrunde 2002 traf er in drei aufeinanderfolgenden Pflichtspielen, aber letztlich verpasste die Niederlande die Teilnahme als Gruppendritter. Unter dem neuen Nationaltrainer Dick Advocaat blieb Hasselbaink zunächst weiter im Fokus, aber sein Auftritt am 7. September 2002 gegen Belarus (3:0) war gleichzeitig sein letzter für „Oranje“.

### Trainerstationen
Im Oktober 2009 hielt sich Hasselbaink beim Sechstligisten FC Woking fit und erledigte zudem erste Traineraufgaben. Anschließend betreute er Chelseas U-16-Mannschaft an der Nike Academy und arbeitete parallel an der B- und A-Trainerlizenz der UEFA. Zwischen Juli 2011 und Januar 2013 war er Teil des Trainerstabs von Nottingham Forest und er verließ den Klub nach der Demission von Cheftrainer Sean O’Driscoll. Seine erste Cheftrainerrolle übernahm er dann im Mai 2013 beim belgischen Klub Royal Antwerpen, der kurz zuvor in die zweite Liga abgestiegen war. Mit einem radikal gekürzten Budget und einer Großzahl von sehr jungen Spielern gelang ihm mit dem siebten Platz ein Achtungserfolg. Er entschied sich dann jedoch im Mai 2014, dieses Projekt nicht weiter fortführen zu wollen.
Stattdessen kehrte er im November 2014 zum englischen Fußball zurück und wurde Trainer des Viertligisten Burton Albion. Er unterzeichnete einen Zweieinhalbjahresvertrag und bewährte sich in dieser neuen Rolle, da der Verein unter seiner Regie erstmals in der Vereinsgeschichte in die dritthöchste Spielklasse aufstieg. Auch dort geriet die positive sportliche Entwicklung nicht ins Stocken, so dass prominentere Klubs auf ihn aufmerksam wurden. Im Dezember 2015 nahm Hasselbaink beim Zweitligisten Queens Park Rangers eine neue Aufgabe an und zum Zeitpunkt seines Weggangs führte Burton Albion die Drittligatabelle an. Die Saison 2015/16 endete für Hasselbaink und den „Hoops“ mit einem Mittelfeldplatz.
Hasselbaink schloss mit „QPR“ die Saison auf dem zwölften Platz ab und nach einem holprigen Start in die folgende Spielzeit 2016/17 wurde er bereits im November 2016 wieder entlassen. Der Klub lag zu seinem Zeitpunkt auf dem 17. Rang und hatte insgesamt 47 Partien unter Hasselbainks Regie absolviert. Im September 2017 übernahm Hasselbaink den Drittligisten Northampton Town. Bereits Anfang April 2018 wurde Hasselbaink wieder entlassen, zuvor hatte er mit der Mannschaft die vorangegangenen neun Spiele nicht gewonnen und war mit dem Team auf einen Abstiegsplatz abgerutscht. Zum 1. Januar 2021 kehrte er auf die Trainerbank seines vormaligen Klubs Burton Albion zurück. Hasselbaink übernahm die Mannschaft auf dem letzten Tabellenplatz liegend und führte das Team am Saisonende auf Tabellenplatz 16. Am Ende der Spielzeit 2021/22 belegte die Mannschaft erneut den 16. Tabellenplatz. Nach einem schwachen Start in die Saison 2022/23, nach sieben Ligaspielen stand man mit einem Punkt am Tabellenende und war zudem gegen das Tabellenschlusslicht der League Two, AFC Rochdale, im League Cup ausgeschieden, trat Hasselbaink Anfang September 2022 von seinem Posten zurück. Er äußerte in einem Interview „den Klub mit den beschränkten Mitteln so weit wie [ihm] möglich gebracht zu haben“.

## Titel/Auszeichnungen
- Portugiesischer Pokal (1): 1997
- Torschützenkönig in der Premier League (2): 1999 (geteilt), 2001
- FA Charity Shield (1): 2000

## Saisonübersicht
| Verein              | Liga             | Saison          | Liga   | Liga | Nat. Pokal | Nat. Pokal | Europapokal | Europapokal | Andere | Andere | Gesamt | Gesamt |
| Verein              | Liga             | Saison          | Spiele | Tore | Spiele     | Tore       | Spiele      | Tore        | Spiele | Tore   | Spiele | Tore   |
| ------------------- | ---------------- | --------------- | ------ | ---- | ---------- | ---------- | ----------- | ----------- | ------ | ------ | ------ | ------ |
| Stormvogels Telstar | Eerste Divisie   | 1990/91         | 4      | 0    | -          | -          | -           | -           | -      | -      | 4      | 0      |
| Gesamt              | Gesamt           | Gesamt          | 4      | 0    | -          | -          | -           | -           | -      | -      | 4      | 0      |
| AZ Alkmaar          | Eerste Divisie   | 1990/91         | 11     | 2    | -          | -          | -           | -           | -      | -      | 11     | 2      |
| AZ Alkmaar          | Eerste Divisie   | 1991/92         | 26     | 2    | -          | -          | -           | -           | -      | -      | 26     | 2      |
| AZ Alkmaar          | Eerste Divisie   | 1992/93         | 9      | 1    | -          | -          | -           | -           | -      | -      | 9      | 1      |
| Gesamt              | Gesamt           | Gesamt          | 46     | 5    | -          | -          | -           | -           | -      | -      | 46     | 5      |
| SC Campomaiorense   | Primeira Divisão | 1995/96         | 31     | 12   | -          | -          | -           | -           | -      | -      | 31     | 12     |
| Gesamt              | Gesamt           | Gesamt          | 31     | 12   | -          | -          | -           | -           | -      | -      | 31     | 12     |
| Boavista Porto      | Primeira Divisão | 1996/97         | 29     | 20   | -          | -          | 5           | 3           | -      | -      | 34     | 23     |
| Gesamt              | Gesamt           | Gesamt          | 29     | 20   | -          | -          | 5           | 3           | -      | -      | 34     | 23     |
| Leeds United        | Premier League   | 1997/98         | 33     | 16   | 4          | 4          | -           | -           | 3      | 2      | 40     | 22     |
| Leeds United        | Premier League   | 1998/99         | 36     | 18   | 5          | 1          | 4           | 1           | 2      | 0      | 47     | 20     |
| Gesamt              | Gesamt           | Gesamt          | 69     | 34   | 9          | 5          | 4           | 1           | 5      | 2      | 87     | 42     |
| Atlético Madrid     | Primera División | 1999/00         | 34     | 24   | 2          | 2          | 7           | 7           | -      | -      | 43     | 33     |
| Gesamt              | Gesamt           | Gesamt          | 34     | 24   | 2          | 2          | 7           | 7           | -      | -      | 43     | 33     |
| FC Chelsea          | Premier League   | 2000/01         | 35     | 23   | 2          | 2          | 2           | 0           | 2      | 1      | 41     | 26     |
| FC Chelsea          | Premier League   | 2001/02         | 35     | 23   | 7          | 3          | 2           | 0           | 4      | 3      | 48     | 29     |
| FC Chelsea          | Premier League   | 2002/03         | 36     | 11   | 4          | 1          | 2           | 1           | 2      | 2      | 44     | 15     |
| FC Chelsea          | Premier League   | 2003/04         | 30     | 13   | 3          | 1          | 8           | 2           | 3      | 2      | 44     | 18     |
| Gesamt              | Gesamt           | Gesamt          | 136    | 70   | 16         | 7          | 14          | 3           | 11     | 8      | 177    | 88     |
| FC Middlesbrough    | Premier League   | 2004/05         | 36     | 13   | 2          | 0          | 7           | 3           | -      | -      | 45     | 16     |
| FC Middlesbrough    | Premier League   | 2005/06         | 22     | 10   | 6          | 3          | 13          | 4           | 3      | 1      | 44     | 18     |
| Gesamt              | Gesamt           | Gesamt          | 58     | 23   | 8          | 3          | 20          | 7           | 3      | 1      | 89     | 34     |
| Charlton Athletic   | Premier League   | 2006/07         | 25     | 2    | 1          | 0          | -           | -           | 3      | 2      | 29     | 4      |
| Gesamt              | Gesamt           | Gesamt          | 25     | 2    | 1          | 0          | -           | -           | 3      | 2      | 29     | 4      |
| Cardiff City        | Championship     | 2007/08         | 36     | 7    | 5          | 1          | -           | -           | 3      | 1      | 44     | 9      |
| Gesamt              | Gesamt           | Gesamt          | 36     | 7    | 5          | 1          | -           | -           | 3      | 1      | 44     | 9      |
| Karriere Gesamt     | Karriere Gesamt  | Karriere Gesamt | 468    | 197  | 41         | 18         | 50          | 21          | 25     | 14     | 584    | 250    |